# 2048 (số)
2048 (hai nghìn không trăm bốn mươi tám) là một số tự nhiên ngay sau 2047 và ngay trước 2049.